# Guildhall School of Music and Drama
Cet article concerne l'école de musique et d'art dramatique du Guildhall. Pour les autres utilisations du nom, voir Guildhall.
La Guildhall School of Music and Drama est une école supérieure de musique et d'art dramatique de Londres (Royaume-Uni) fondée en 1880 et dispensant un enseignement en musique, opéra, théâtre et techniques des arts du spectacle.

## Historique

Ancien logo.

La première Guildhall School est hébergée dans un ancien entrepôt d'Aldermanbury (en), mais les locaux se révèlent trop exigus. Un nouveau bâtiment spécialement construit dans la John Carpenter Street est conçu par l'architecte Sir Horace Jones et inauguré en décembre 1886. L'école appartient à la City of London Corporation et tire son nom du siège historique de la société au Guildhall de Londres, mais n'y a jamais été installée. Avant 1935 elle portait seulement l'appellation de « Guildhall School of Music ». Depuis 1977 elle est située près du Barbican Centre, dans le Barbican Complex. En 2004, le département des examens externes de la Guildhall School of Music and Drama a fusionné avec la division des examens des arts du spectacle du Trinity College London (en) pour former Trinity Guildhall. Depuis 2012, celui-ci fut rebaptisé « Trinity College London ».
Aujourd'hui, l'établissement offre des qualifications dans les domaines du spectacle et de l'enseignement en musique, art oratoire, théâtre et danse aux étudiants externes.

## Enseignements
L'école offre deux programmes de premier et deuxième cycles ainsi que des cours du samedi à la « Junior Guildhall » destinée aux élèves de quatre à dix-huit ans. Les activités de sensibilisation de l'école ont été récompensées par le Queen's Anniversary Prize (en) en 2005. L'école a également remporté le prix en 2007 en reconnaissance de réalisations exceptionnelles et pour le travail sur le programme d'opéra.

## Anciens élèves
- Lionel Sainsbury, compositeur
- Daniel Craig, acteur
- Hayley Atwell, actrice
- Orlando Bloom, acteur
- John Daszak, chanteur
- Ewan McGregor, acteur
- Clare Hammond, pianiste britannique
- David Thewlis, acteur britannique
- Lily James, actrice
- Caroline Hurtut, artiste lyrique
- Shaun Evans, acteur
- Vera Ivanova (1977-), compositrice
- Leonor de Lera, violoniste baroque

## Professeurs célèbres
- Carole Cerasi, claveciniste et pianiste suédoise
- Sarah Walker

## Directeurs
- Henry Weist-Hill (1880 - 1892)
- Sir Joseph Barnby (1892 - 1896)
- William Hayman Cummings (1896 - 1910)
- Sir Landon Ronald (1910 - 1938)
- Eric Cundell (1938 - 1959)
- Gordon Thorne (1959 - 1965)
- Allen Percival (1965 - 1978)
- John Hosier (1978 - 1988)
- Ian Horsbrugh (1989 - 2002)
- Genista McIntosh (2002 - 2003)
- Barry Ife (2004 - 2017)
- Lynne Williams (2017 - en cours)

## Locaux

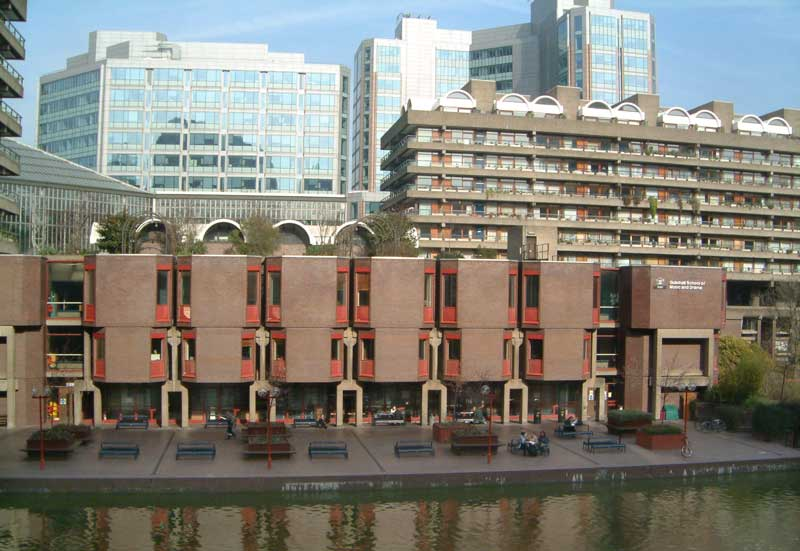
L'immeuble de la Guildhall School, au cœur du Barbican Complex

Les installations de l'école comprennent un opéra théâtre de 308 sièges, des salles de concert, de récital, de conférence et un petit studio théâtre. Les étudiants jouent en outre régulièrement dans d'autres lieux londoniens comme le Barbican Centre, le Bridewell Theatre (Fleet Street), le Soho Theatre, le Swan (Stratford) et la Cour royale.
Des travaux de réaménagement du Milton Cour Complex situé à proximité de l'immeuble principal de l'école et dont une partie a été utilisée par l'école pendant plusieurs années ont commencé en 2008. Le nouveau bâtiment de 48 étage, financé par la ville de Londres et développé par Heron International (en), abritera une salle de concert de 650 places, un théâtre de 220 places et un studio théâtre de 90 places, ainsi que des studios de télévision, de radio, d'enseignement, de répétition, des bureaux et des  services. Les travaux d'extension sont estimés à environ 90 millions de livres.